# 伊萬昌卡
46°20′30″N 29°7′58″E / 46.34167°N 29.13278°E
伊萬昌卡（烏克蘭語：Іванчанка）是位於烏克蘭西南部的村莊，由敖德萨州博爾赫拉德區的博羅迪諾市鎮負責管轄。該村處於薩卡河畔，始建於1828年，面積0.62平方公里，海拔高度82米，2001年人口575。